# Glitajny (Bartoszyce)
Glitajny (deutsch Glittehnen) ist ein Ort in der polnischen Woiwodschaft Ermland-Masuren. Er gehört zur Gmina Bartoszyce (Landgemeinde Bartenstein) im Powiat Bartoszycki (Kreis Bartenstein (Ostpr.)).

## Geographische Lage
Glitajny liegt in der nördlichen Mitte der Woiwodschaft Ermland-Masuren, 27 Kilometer südlich der ehemaligen und heute auf russischem Hoheitsgebiet gelegenen Kreisstadt Friedland (russisch Prawdinsk) bzw. acht Kilometer südöstlich der heutigen Kreismetropole Bartoszyce (deutsch Bartenstein).

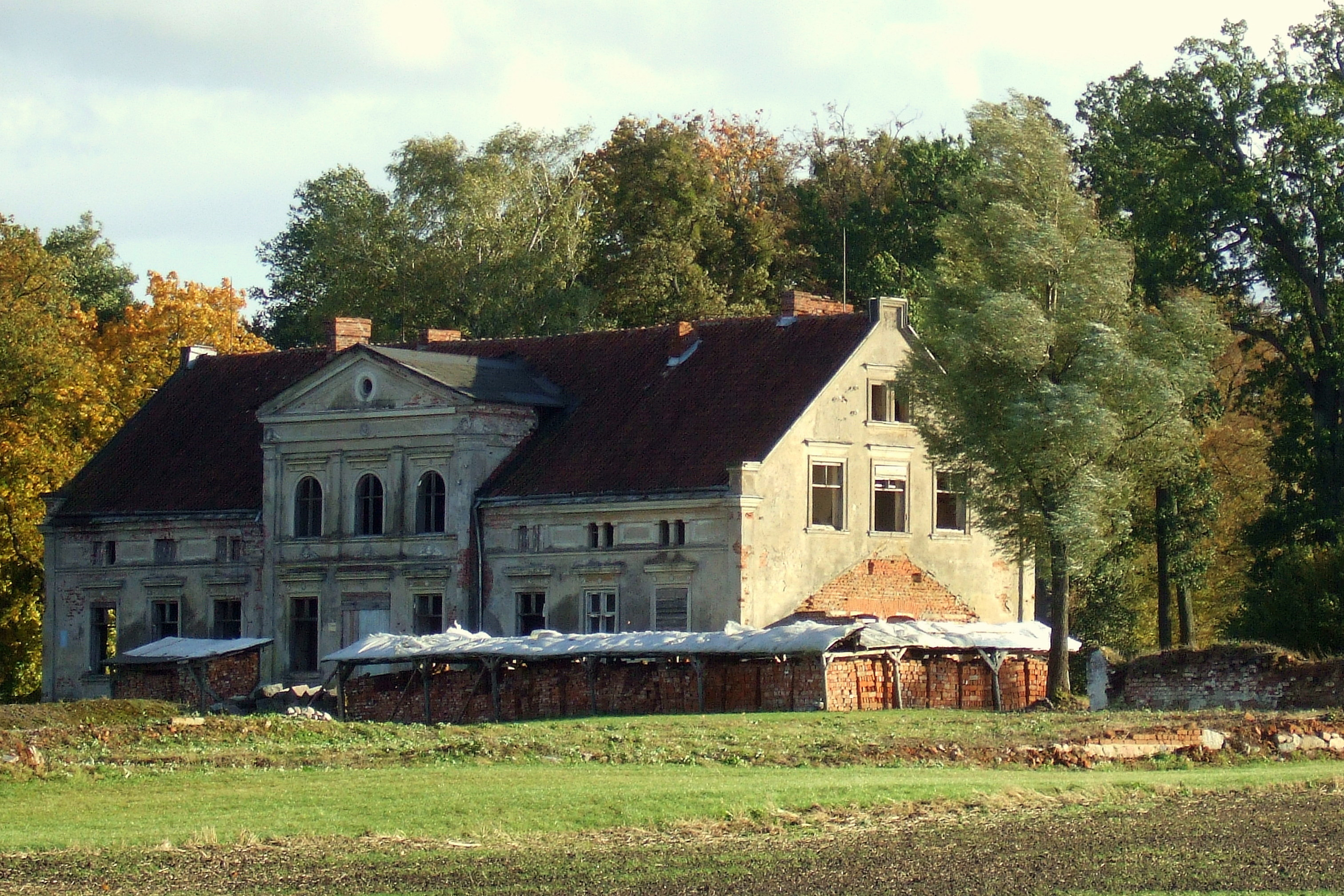
Das frühere Gutshaus Glittehnen in Glitajny

## Geschichte
Das seinerzeitige Glitten, ersterwähnt im Jahre 1414, war Gutsort mit einem Park und auch Teich und wurde nach 1414 Glitteynen, nach 1419 Glittänen, nach 1478 Glitähnen, nach 1785 Glithenen und nach 1820 Glittehnen genannt. Bis 1816 waren die Familien von Eylenburg bzw. von Negelein Besitzer des Guts sowie Familie Goebel 1834.
Als 1874 der Amtsbezirk Rothgörken (polnisch Czerwona Górka) im ostpreußischen Kreis Friedland (1927 bis 1945 „Kreis Bartenstein“) gebildet wurde, gehörte der Gutsbezirk Glittehnen zu den Mitgliedsorten.
Am 29. August 1906 wurde das Vorwerk Wangritten (polnisch Węgoryty) aus dem Gutsbezirk Glittehnen ausgegliedert und in einen selbständigen Gutsbezirk umgebildet. Die Zahl der Einwohner Glittehnens belief sich im Jahre 1910 auf 72. Gutsbesitzer in dieser Zeit waren die Familien Vonberg (1905) und Borrmann (bis 1945).
Am 30. September 1928 gab der Gutsbezirk Glittehnen seine Eigenständigkeit auf und wurde in die Landgemeinde Wordommen (polnisch Wardomy) im Amtsbezirk Kinkeim (polnisch Kinkajmy) eingemeindet, und wenig später als Ortschaft Wordommens in den Amtsbezirk Maxkeim umgegliedert.
Als 1945 in Kriegsfolge das gesamte südliche Ostpreußen an Polen abgetreten wurde, erhielt Glittehnen die polnische Namensform „Glitajny“. Heute ist die Siedlung (polnisch = „Osada“) eine Ortschaft im Verbund der Landgemeinde Bartoszyce (Bartenstein) im Powiat Bartoszycki (Kreis Bartenstein (Ostpr.)), von 1975 bis 1998 der Woiwodschaft Olsztyn, seither der Woiwodschaft Ermland-Masuren zugehörig. Im Jahre 2021 zählte Glitajny zehn Einwohner.

## Religion
Christentum
Bis 1945 war Glittehnen in die evangelische Stadtkirche Bartenstein in der Kirchenprovinz Ostpreußen der Kirche der Altpreußischen Union, außerdem in die römisch-katholische Kirche St. Bruno in Bartenstein im damaligen Bistum Ermland eingepfarrt.
Heute gehört Glitajny zur katholischen Pfarrei Bartoszyce im jetzigen Erzbistum Ermland und zur evangelischen Kirchengemeinde der Stadt, jetzt eine Filialgemeinde der Johanneskirche in Kętrzyn (Rastenburg) in der Diözese Masuren der Evangelisch-Augsburgischen Kirche in Polen.

## Verkehr
Glitajny liegt südlich der verkehrsreichen polnischen Woiwodschaftsstraße 592 (einstige deutsche Reichsstraße 135) und ist über den Abzweig Wardomy (Wordommen) direkt zu erreichen. Eine Bahnanbindung besteht nicht.